# 哈尔滨警察打死人事件
哈尔滨警察打死人事件，也称哈尔滨6警察打死人事件，为发生于2008年10月11日，在哈尔滨糖果酒吧外。因口角升级，6名哈尔滨警察殴打一名大学学生，并致死。

## 起因
当事人林松龄出生于1986年，是哈尔滨体育学院2004级运动系毕业生，篮球专业。10月11日晚，林松龄、车亮等五男一女共七人在糖果酒吧，以给车亮提前过生日为由聚会。与此同时，哈尔滨铁路公安局直属公安处刑警大队副大队长齐新宴请中国公安大学在职培训时的同学——时任黑龙江省肇东市公安局民警李峰。同行的警察还有哈尔滨市公安局指挥中心民警刘力男、市公安局禁毒支队民警李鑫宇、香坊分局民警王金刚、交警支队民警栾某，共六人。晚10时，林松龄等人与警察在糖果酒吧相遇，此时双方都已饮酒。因警察驾驶的宝来车停车太过迅猛，对林松龄一行人造成惊吓。随即双方展开口角。继而发生斗殴，最后由四名警察围殴林松龄致死。

## 事后发展
- 10月12日，网上开始有名为《昨晚哈尔滨6名警察将哈体育学院学生当街殴打致死》的帖子出现，引起轰动。[1]
- 10月13日，黑龙江电台予以报道，并披露了警方提供的录像。但网民普遍认为录像有所剪辑，要求公开完整录像。
- 10月14日，网上出现所谓“完整版视频”。因其显示林松龄对警察一再纠缠，使网民的舆论从一边倒支持林松龄转变为部分支持警察。[2]认为林松龄是“太子党”、“恶少”并开展“人肉搜索”，散播林松龄亲属是政府高官背景的言论。[3]
- 10月18日，哈尔滨警方宣布网上关于林松龄家庭背景谣言不实。
- 10月19日，网上有报道哈尔滨警方向死者家属提出和解，但两次均遭拒。[4]
- 10月23日，《中国新闻周刊》披露林松岭死前最后3分钟录像，此段录像一度被屏蔽。[5]
- 10月25日，新华社发题为“哈尔滨警察涉嫌打死人”事件死者尸检因故推迟”[6]著名法医顾晓生受邀参与尸检。[7]
- 2009年6月，打人警察被判刑，其中一人被判处无期徒刑[8]

## 其他
- 哈尔滨警方在电视中播放视频旁白中，频频使用“这是咱们的民警”“咱们的人”等措辞，引起民众不满。认为此六名警察违反了公安部《警察八不准条例》的规定“不准酗酒”、《中华人民共和国交通安全法》的规定“严禁酒后驾车”。去灯红酒绿的娱乐场所，也和警察身份不符。[9][9]